# Württembergischer Schützenverband
Der Württembergische Schützenverband 1850 e. V. (WSV) mit Sitz in Stuttgart ist ein Mitgliedsverband des Deutschen Schützenbundes (DSB). Er ist durch seine Gründung am 3. Mai 1850 der älteste der 20 Mitgliedsverbände und sogar älter als der DSB selbst. Der WSV ist außerdem Mitglied im Württembergischen Landessportbund (WLSB) und im Landessportbund Baden-Württemberg.

## Geschichte
Im Dritten Reich gehörte der WSV als kooperierendes Mitglied zum Reichsbund für Leibesübungen. 1935 übernahmen das Fachamt für Schießen im Reichsbund für Leibesübungen und der Deutsche Schießsportverband alle Aufgaben des WSV und aller anderen Verbände. Die einzelnen Verbände wurden aufgelöst.
Nach dem Zweiten Weltkrieg wurden die Schützenvereine selbst aufgelöst, ihre Vereinsheime enteignet und zerstört. Die Vereine und deren Mitglieder mussten ihre Waffen abgeben. Oskar Herrmann berief am 11. November 1951 eine Sitzung zum Wiederaufbau des Schützenwesens in Württemberg ein, was eine Neugründung des WSV ermöglichte. Ab Mitte der 1950er Jahre erlangte der Schießsport wieder einen neuen Aufschwung und die Strukturen auf Kreis-, Bezirks- und Landesebene wurden wieder geschaffen.

## Struktur
Der WSV ist untergliedert in sieben Regionen bzw. Bezirke: Region Unterland, Region Hohenlohe, Region Mittelschwaben, Bezirk Neckar, Region Stuttgart, Region Schwarzwald-Hohenzollern, Bezirk Oberschwaben. Diese wiederum bestehen aus jeweils vier bis sieben Kreisen, wobei die Kreise sich nicht zwingend an den tatsächlichen Landkreisen orientieren, was die Namensgebung vermuten lässt.
Nach eigenen Angaben ist der Verband mit ca. 87.000 Mitgliedern der achtgrößte Mitgliedsverband im WLSB.
Das Präsidium (Stand: September 2023) setzt sich zusammen aus einem Präsident, drei Vizepräsidenten, einem Landessportleiter, einem Landesschatzmeister und einem Landesjugendleiter. Bis auf den Posten der Landesjugendleiterin sind alle Positionen von Männern besetzt.